# Caproni Ca.1
Die Caproni Ca.1 war ein italienischer Doppeldecker. Es war das erste von Gianni Caproni entworfene Flugzeug und ist nicht zu verwechseln mit den beiden Bombern Ca.31 und Ca.32, die beide im Ersten Weltkrieg in der 300-PS-Version mit der militärischen Typbezeichnung Ca.1 identifiziert wurden.

## Geschichte
Caproni begann im Frühjahr 1909 noch vor Abschluss seiner Studien an der Maschine zu arbeiten. Der Flugzeugrumpf und das Fahrwerk wurden in einer Werkstatt bei Arco gebaut, während die Tragflächen und die übrigen Teile aufgrund der engen Platzverhältnisse in Arco in Trient in einer Möbelfabrik gefertigt wurden.

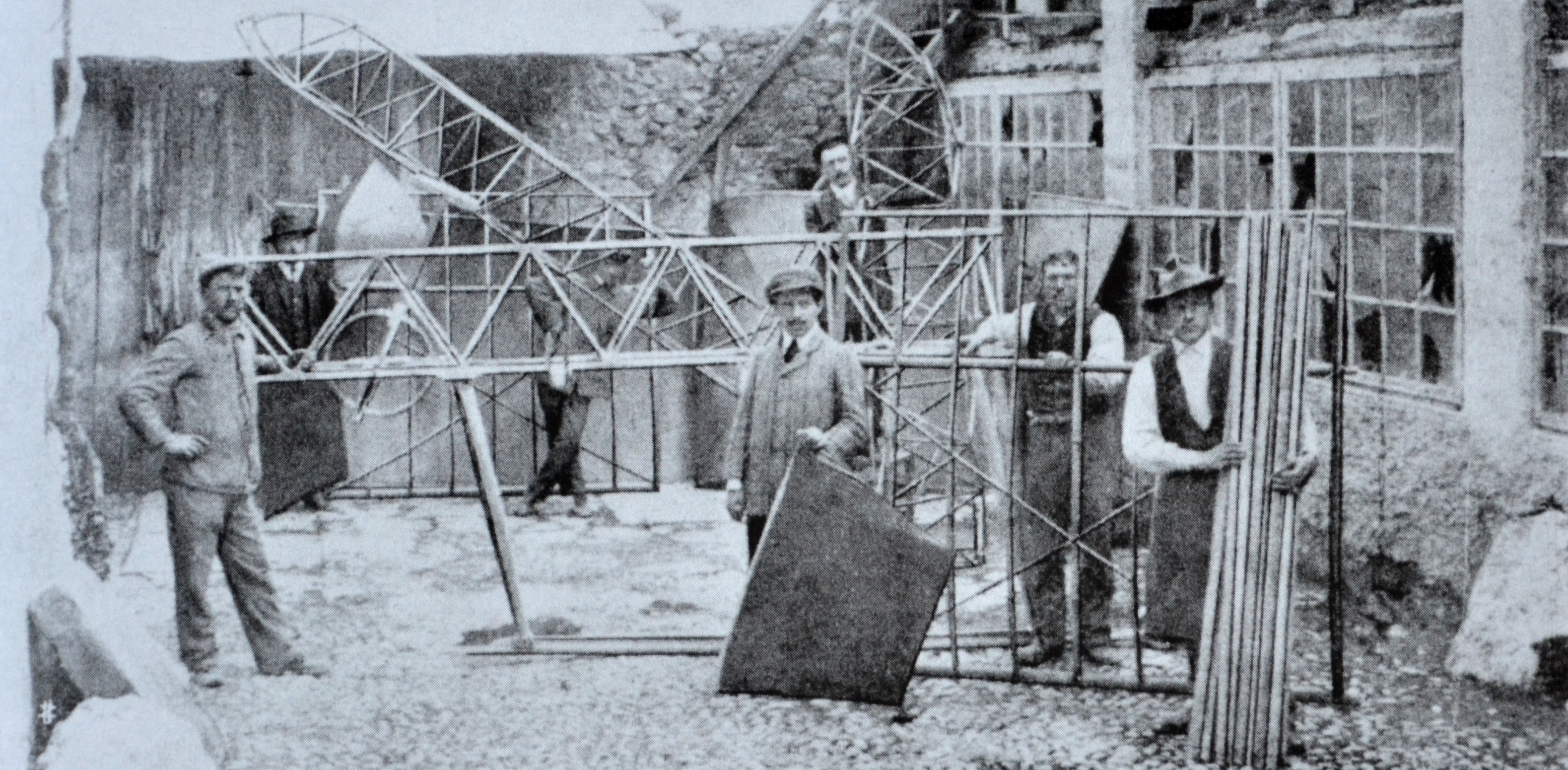
Der in einer Hinterhofwerkstatt bei Arco gebaute Rumpf der Ca.1

Der Erstflug erfolgte am 27. Mai 1910 nördlich von Mailand auf einem als Truppenübungsplatz genutzten Gehöft namens La Malpensa, an dessen Stelle sich heute der gleichnamige Mailänder Flughafen befindet. Zuvor hatte man die einzelnen Teile des Flugzeugs Anfang April 1910 auf Karren gespannt und zum Bahnhof nach Ala gebracht. Von dort wurde es schließlich mit der Eisenbahn bis nach Gallarate transportiert.
Als die Maschine am 11. April 1910 in Gallarate eintraf, war Gianni Caproni auch bei der Suche nach einem Motor fündig geworden. Die aus dem Holz des Celtis australis gefertigte Maschine wurde mit einem nur 25 PS starken Miller Motor aus Turin bestückt. Aufgrund finanzieller Probleme konnte kein zuverlässiger und leistungsstärkerer Motor trotz der Bedenken Capronis angeschafft werden.
Der Motor trieb über eine Kette zwei zweiblättrige Propeller an, die seitlich des Rumpfes auf Höhe der Tragflächen angebracht waren.
Da für den Erstflug ebenfalls wegen Geldproblemen kein Pilot zur Verfügung stand, wurde die Ca.1 vom Mechaniker Ugo Tabacchi geflogen. Dieser konnte als einziger bei Caproni Autofahren und war damit zum ersten Piloten einer Caproni bestimmt. Tabacchi schaffte es zwar die Maschine in die Luft zu bringen, verursachte aber eine Bruchlandung, bei der die Ca.1 beschädigt wurde.
Die nicht mehr flugfähige Maschine wurde soweit repariert, dass Tabacchi es als Übungsflugzeug nutzen konnte. 1939 gelangte sie in das Werks-Museum in Taliedo in Mailand, wurde aber noch im Zweiten Weltkrieg in die Familienvilla nach Venegono Superiore ausgelagert, um es vor Bombenschäden zu schützen. Seit 2007 befindet sich das erste von Caproni gebaute Flugzeug im Luftfahrtmuseum Volandia. Es ist gleichzeitig das älteste erhaltene Flugzeug in Italien.

## Technische Daten

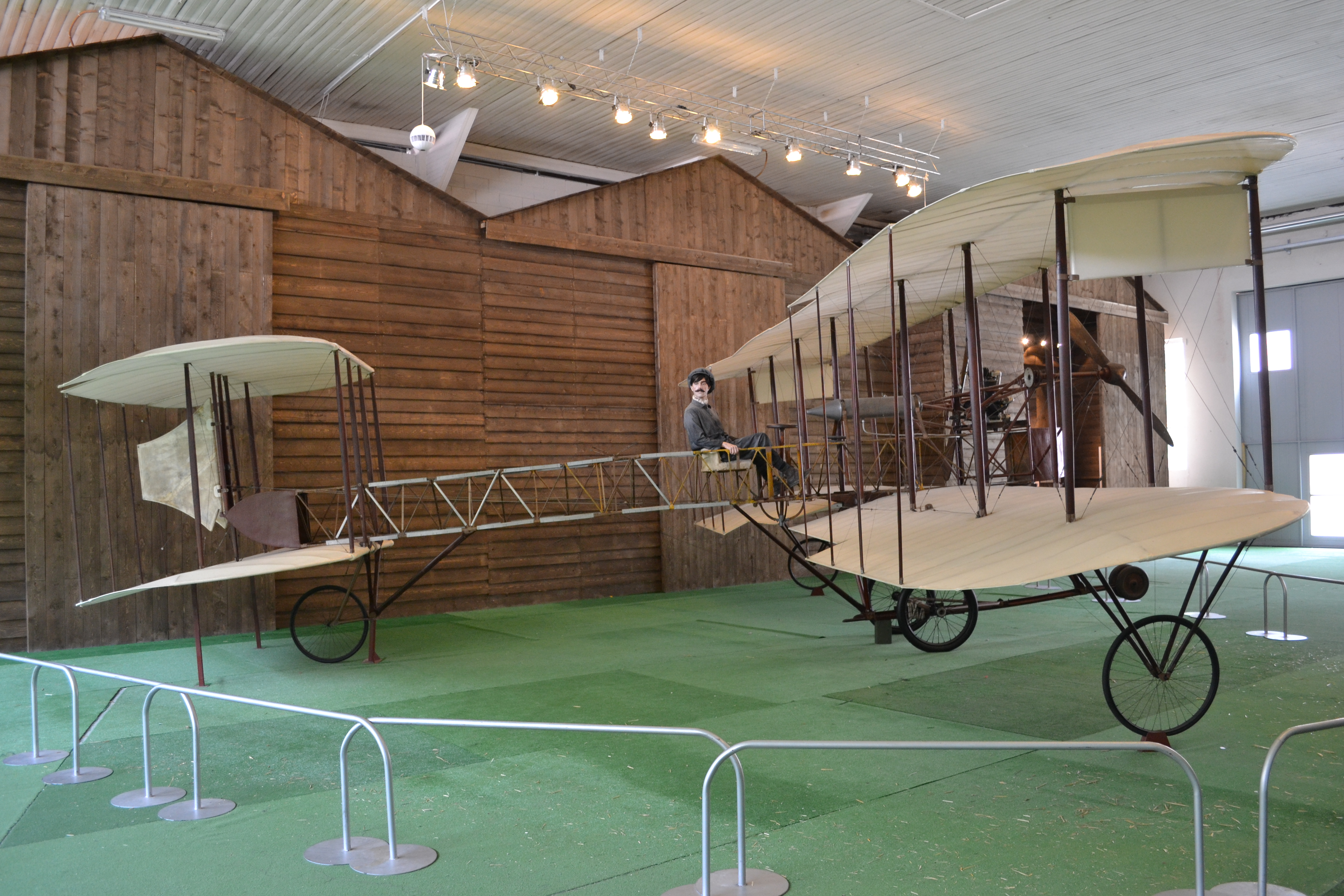
Ca.1 im Luftfahrtmuseum Volandia

| Kenngröße       | Daten                         |
| --------------- | ----------------------------- |
| Besatzung       | 1                             |
| Länge           | 9,86 m                        |
| Spannweite      | 10,50 m                       |
| Höhe            | 3,36 m                        |
| Flügelfläche    | 38 m²                         |
| Leermasse       | 550 kg                        |
| max. Startmasse | 650 kg                        |
| Antrieb         | 1 × 4-Zylinder-W-Motor Miller |
| Leistung        | 25 PS (18 kW)                 |